# Lena Hach
Lena Hach (* 5. Juli 1982 in Seeheim-Jugenheim) ist eine deutsche Schriftstellerin.

## Leben
Nach dem Abitur besuchte sie erst eine Schule für Clowns und studierte dann Germanistik, Anglistik und Kreatives Schreiben in Frankfurt am Main und Berlin. Nebenbei begann sie, als Autorin und Journalistin zu arbeiten und schrieb unter anderem für zitty und Der Tagesspiegel. 

## Werke

### Bücher
- Neue Leute. Plöttner Verlag, Leipzig, 2011, ISBN 978-3-86211-025-4
- Gar nicht Un-Geheuer! Bilderbuch, Illustration von Tigrowna, Schlehdorn Verlag, Berlin 2012, ISBN 978-3-941693-11-1.
- Wanted. Ja. Nein. Vielleicht. Roman, Beltz und Gelberg, Weinheim 2014, ISBN 978-3-407-81157-8.
- Kawasaki hält alle in Atem. Roman, Illustration von Marie Geißler, Beltz und Gelberg, Weinheim 2014, ISBN 978-3-407-82054-9.
- Zoom. Alles entwickelt sich. Roman, Beltz und Gelberg, Weinheim 2015, ISBN 978-3-407-81185-1.
- Ich, Tessa und das Erbsengeheimnis. Roman, Mixtvision, München 2016.
- Nichts wünsche ich mir mehr. Roman, Beltz und Gelberg, Weinheim 2017.
- Der verrückte Erfinderschuppen. Kinderbuchreihe, Mixtvision, München ab 2017.
- Grüne Gurken, Mixtvision, München 2019, ISBN 978-3-95854-108-5.
- Hugo und Big Dschi, Beltz und Gelberg, Weinheim 2020.
- Leander Linnens Wunderladen, Mixtvision, München 2022, ISBN  978-3-95854-192-4.
- Fred und ich. Beltz und Gelberg, Weinheim 2023, ISBN 978-3-407-75719-7.
- Was Wanda will, Mixtvision, München 2023, ISBN 978-3-95854-204-4.

### Hörspiele
- Jakob mit dem grünen Ohr. Ursendung am 19. September 2010, MDR Figaro, unter anderen mit Rufus Beck
- Die Geschichte vom Ungeheuer. Ursendung am 16. September 2012, MDR, unter anderen mit Tommi Piper
- Flo und der Zahnvampir. Ursendung am 31. Mai 2015, MDR Figaro

### Theaterstücke
- Tessa und die Sockenrollerei. Kaiserverlag, Wien, 2010
- Nora Drachenbezwingerin. Verlag für Kindertheater, Hamburg, 2010, Premiere im Juni 2012 auf der Freilichtbühne Korbach
- Die Geschichte vom Ungeheuer. Verlag für Kindertheater, Hamburg, 2013.

## Auszeichnungen
- 2. Platz des Autorenwettbewerbs des Verbands Deutscher Freilichtbühnen für Nora Drachenbezwingerin
- Sonderpreis des Kinder- und Jugendliteraturpreises des Landes Steiermark 2012 (für Jungautoren unter 30) für Kawasaki hält alle in Atem[1]
- Finalistin bei Der Goldene Pick 2012.
- Goldene Leslie 2015.
- Leipziger Lesekompass 2017.
- Nominierung für den 2024 Deutschen Jugendliteraturpreis mit Fred und ich in der Kategorie Jugendbuch
- Friedrich-Glauser-Preis 2024 in der Kategorie "Kinderkrimi"[2]